# Reanne Evans
Reanne Evans (Dudley, 25 oktober 1985) is een Engels snookerspeler.

## Carrière
Evans is twaalfvoudig wereldkampioen bij de vrouwentak van de World Professional Billiards and Snooker Association en drievoudig wereldkampioen bij de amateurbond IBSF en staat al jaren bovenaan de wereldranglijst voor vrouwen. Daarnaast speelt ze mee in toernooien met mannen. In 2010–11 kreeg ze een wildcard voor de proftour, maar verloor al haar wedstrijden en kon haar tourkaart niet vasthouden. In 2013 kwalificeerde ze zich voor de Wuxi Classic en werd de eerste vrouw die het hoofdtoernooi van een rankingtoernooi haalde. Ze kreeg in 2015 een uitnodiging om in de kwalificatie van het wereldkampioenschap te spelen, in 2017 lukte het haar zelfs om de eerste ronde van de kwalificatie te winnen (10–8 tegen Robin Hull), daarmee werd ze de eerste vrouw die een wedstrijd op het WK won.

## Overwinningen
World Women's Snooker Championship (12)2005, 2006, 2007, 2008, 2009, 2010, 2011, 2012, 2013, 2014, 2016, 2019
World Amateur Snooker Championship (3)2004, 2007, 2008
Europees kampioenschap snooker (2)2007, 2008

## Privéleven
Evans had van 2005 tot 2008 een relatie met collega-snookeraar Mark Allen, in 2006 kregen ze een kind. Ze won haar wereldtitel in 2006 terwijl ze acht maanden in verwachting was.
Ze schuift ook wel eens aan als analist voor Eurosport.